# Codename 13
Codename 13 (Originaltitel: The Shadow Strays) ist ein indonesischer Martial-Arts-Actionfilm aus dem Jahr 2024, der unter der Regie von Timo Tjahjanto entstand. Die Uraufführung des Films fand am 10. September 2024 im Rahmen der 49. Ausgabe des Toronto International Film Festival in der Sektion Midnight Madness statt. Der Streamingdienst Netflix nahm den Film am 17. Oktober 2024 weltweit in sein Angebot auf.

## Handlung
Die 17-jährige Auftragskillerin „13“, die ihr Handwerk bestens versteht, blickt auf eine bewegte Vergangenheit zurück und gehört der kriminellen Organisation „The Shadow“ an. Nach einem schwerwiegenden Zwischenfall während eines Auftrags in Japan wird „13“ von ihrer Mentorin Umbra als Disziplinarstrafe von ihrer Aufgabe als Auftragskillerin für die Organisation entbunden und nach Indonesien geschickt, wo „13“ in den Slums von Jakarta untertauchen muss. Dort lernt sie den 11-jährigen Jungen Monji kennen, der seine Mutter durch ein mächtiges Verbrechersyndikat verloren hat, welches es nun auf den Jungen abgesehen hat. „13“ freundet sich mit Monji an. Als Monji verschleppt wird, schwört „13“, ihn mit allen Mitteln zu retten. Auf dem Weg, den Jungen zu befreien, zeigt „13“ gnadenlose Härte und das Blutvergießen nimmt seinen Lauf. Durch ihren Alleingang gerät „13“ nicht nur mit diversen Kriminellen, sondern auch mit ihrer Mentorin und der Organisation „The Shadow“ selbst in Konflikt.

## Besetzung und Synchronisation
Die deutschsprachige Synchronisation entstand nach dem Dialogbuch von Martina Mank sowie unter der Dialogregie von Karin Grüger durch die Synchronfirma Iyuno Germany in Berlin.

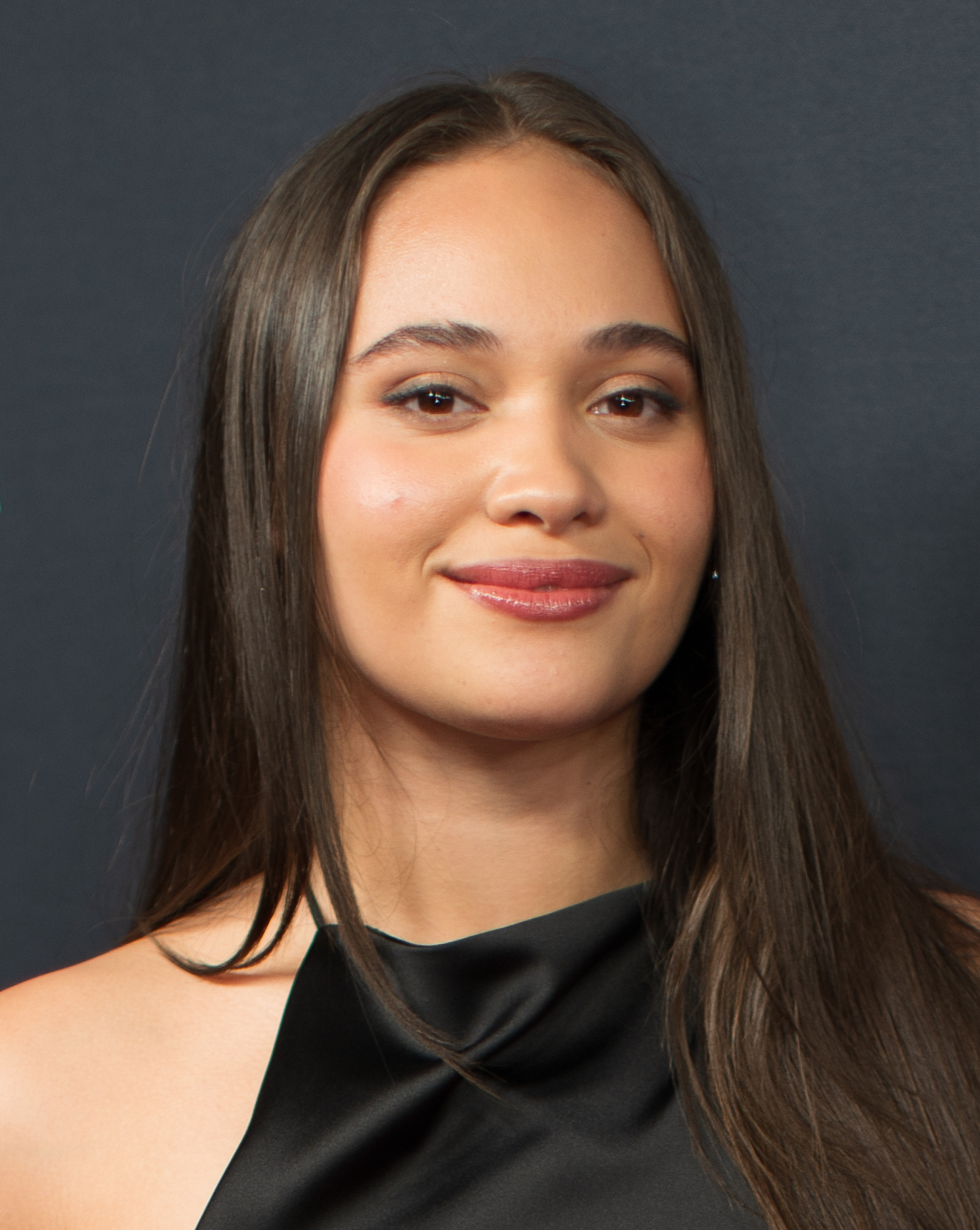
Aurora Ribero spielt in der Titelrolle „13“

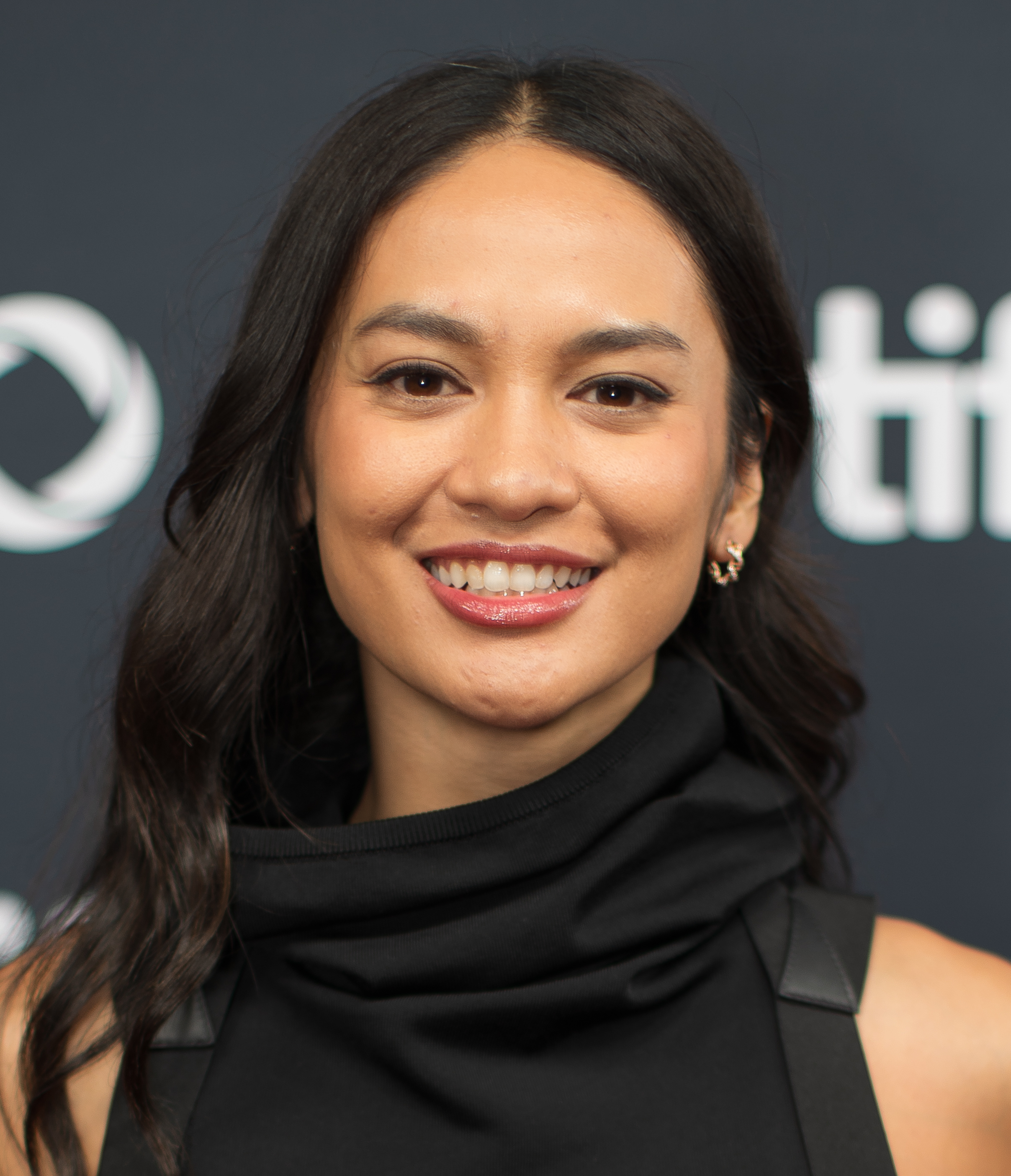
Hana Malasan spielt ihre Mentorin Umbra

| Rolle                | Schauspieler          | Synchronsprecher           |
| -------------------- | --------------------- | -------------------------- |
| 13 / Nomi            | Aurora Ribero         | Magdalena Höfner           |
| Umbra                | Hana Malasan          | Samina König               |
| Monji                | Ali Fikry             | Alma van Cauwelaert        |
| Ariel                | Andri Mashadi         | Tino Mewes                 |
| Jeki                 | Kristo Immanuel       | Sebastian Fitzner          |
| Prasetyo             | Adipati Dolken        | Jan Makino                 |
| Handler              | Chew Kin Wah          | Thomas Schmuckert          |
| Haga                 | Agra Piliang          | Alex Friedland             |
| Soemitro             | Arswendy Bening Swara | Hanns-Jörg Krumpholz       |
| Soriah               | Taskya Namya          | Giuliana Jakobeit          |
| Troika               | Daniel Ekaputra       | Dirk Petrick               |
| Kabil                | Tanta Ginting         | David Brizzi               |
| Burai                | Yayan Ruhian          | Johannes Raspe             |
| Volver               | Eva Celia             | Johanna von Gutzeit        |
| 14                   | Mawar Eva De Jongh    | Katharina Schwarzmaier     |
| Kenjirō              | Hiroaki Kato          | Sascha Krüger              |
| Yoshinori            | Nobuyuki Suzuki       | Philipp Andreas Reinheimer |
| Mirasti              | Jesyca Marlein        | Diana Borgwardt            |
| Kusno                | Banon Gautama         | Mario Klischies            |
| Mutter von 13 / Nomi | Diana Stephanie       | Marion Musiol              |
| Großmutter von Jeki  |                       | Karin Grüger               |
| Mika                 |                       | Anni C. Salander           |

## Rezeption
Von den bei Rotten Tomatoes aufgeführten Kritiken sind 89 Prozent positiv.